# Pierre Johan Louis Laoût
Pierre Johan Louis Laoût (Wognum, 13 november 1910 – augustus 1989) was een Nederlands politicus van de  KVP.
Hij werd geboren als zoon van Johannes Franciscus Hendrikus Laoût (1875-1956; hoofdonderwijzer) en Johanna Maria van Bockxmeer (1882-1942). Hij deed in het Limburgse Echt het gymnasium en werd in 1928 volontair bij de gemeentesecretarie van Wognum. Een half jaar daarna maakte hij de overstap naar de gemeentesecretarie van Spanbroek en Opmeer. Laoût was daar opgeklommen tot eerste ambtenaar voor hij in oktober 1941 J. Hartog opvolgde als gemeentesecretaris van die gemeenten. In juli 1956 volgde zijn benoeming tot burgemeester van Obdam en in mei 1970 werd hem op eigen verzoek ontslag verleend. Ruim 19 jaar later overleed Laoût op 78-jarige leeftijd.